# Centreville (Illinois)
Centreville è un comune degli Stati Uniti d'America, situato in Illinois, nella Contea di St. Clair.